# Długopole Dolne

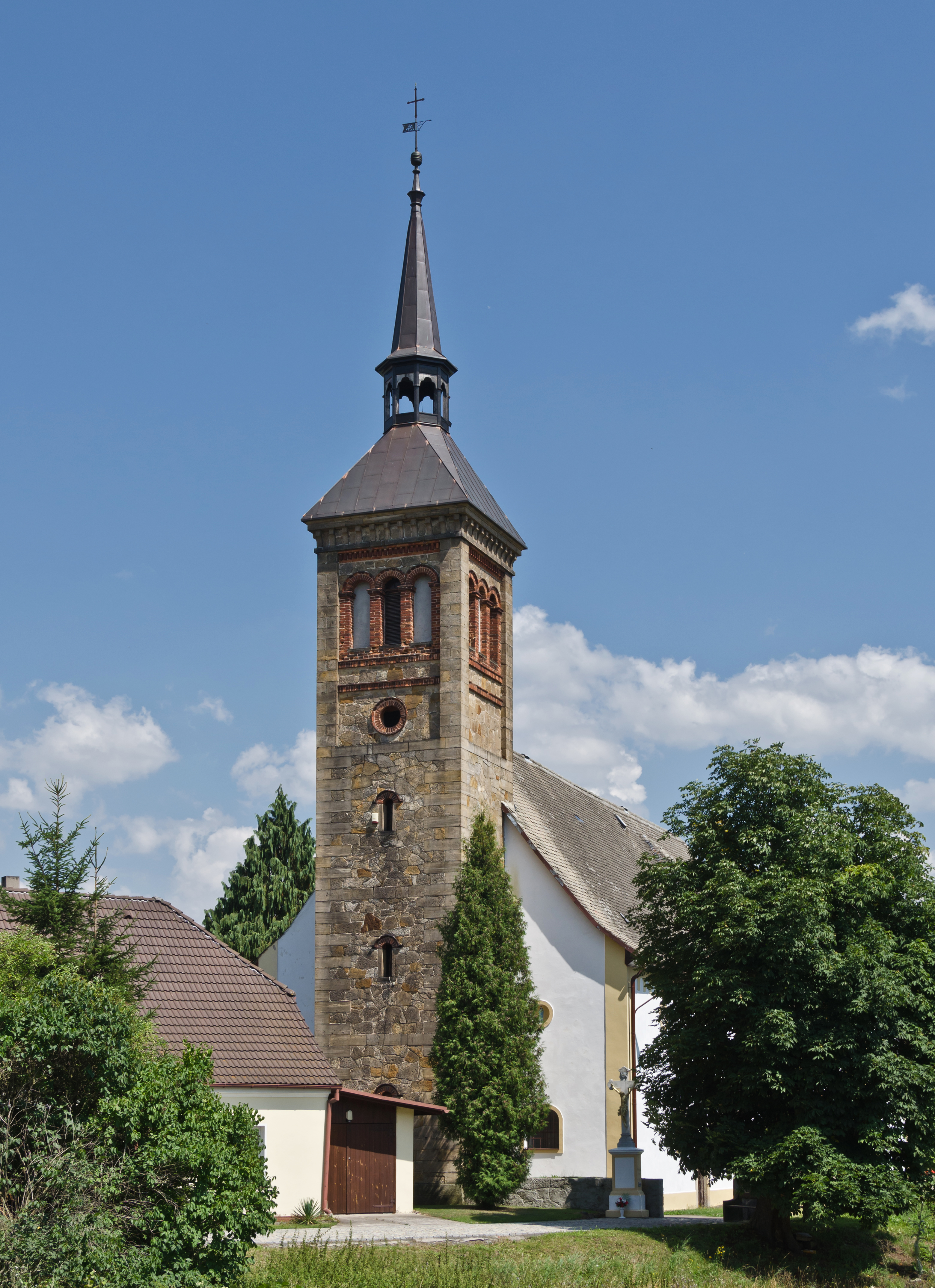
St.-Georgs-Kirche

Długopole Dolne (deutsch: Nieder Langenau auch Niederlangenau) ist ein Ort in der  Stadt- und Landgemeinde Bystrzyca Kłodzka (Habelschwerdt) im Süden des Powiat Kłodzki der Woiwodschaft Niederschlesien in Polen. Es liegt vier Kilometer südlich von Bystrzyca Kłodzka.

## Geographie
Długopole Dolne liegt im Tal der Glatzer Neiße (polnisch Nysa Kłodzka) am östlichen Fuß des Habelschwerdter Gebirges an einer Nebenstraße, die von Bystrzyca Kłodzka nach Roztoki (Schönfeld) führt. Nachbarorte sind Bystrzyca Kłodzka im Norden, Wilkanów (Wölfelsdorf) und Domaszków (Ebersdorf) im Südosten, Długopole Górne (Oberlangenau) und Długopole Zdrój (Bad Langenau) im Süden, Poręba (Lichtenwalde) sowie Ponikwa  (Verlorenwasser) im Südwesten und Wyszki (Hohndorf) im Nordwesten.

## Geschichte
Niederlangenau wurde erstmals 1338 urkundlich erwähnt. Es gehörte zum Habelschwerdter Distrikt im Glatzer Land, mit dem es die Geschichte seiner politischen und kirchlichen Zugehörigkeit teilte. Es bestand aus mehreren Anteilen:
- Der Dominialanteil war zunächst ein Lehen und gehörte 1381 dem Otto von Glubus (Glaubitz) auf Wölfelsdorf. Bis 1580 gehörte er zur Herrschaft Wölfelsdorf und wurde 1580 von Heinrich von Ratschin auf Arnsdorf (Arnsdorf/Grafenort) erworben. Dieser erlangte um 1600 auch das Niederlangendorfer Freirichtergut, das er mit dem Dominialanteil vereinte. Dessen gleichnamiger Sohn verlor 1623 die Besitzungen wegen seiner Beteiligung am Böhmischen Ständeaufstand. Sie wurden vom erzherzoglichen Kämmerer Johann Arbogast von Annenberg erworben, der den Niederlangenauer Dominialanteil mitsamt dem Freirichtergut mit seiner Herrschaft Arnsdorf verband. Durch Heirat gelangten dessen Besitzungen 1652 an den Reichsgrafen Johann Friedrich von Herberstein. Nachfolgend wurde der Dominialanteil als der „Gräflich Herbersteinische Anteil“ bezeichnet.
- Das Freirichtergut war 1428 im Besitz eines Peter Wenzlaw. Um 1600 wurde es zusammen mit dem zugehörigen Kretscham von Heinrich von Ratschin erworben, der es mit dem Dominialanteil vereinte.
- Ein weiterer Anteil gehörte zunächst zur Böhmischen königlichen Kammer und wurde 1684 zusammen mit anderen Kammerdörfern im Distrikt Habelschwerdt vom Glatzer Landeshauptmann Michael Wenzel von Althann erworben, dem bereits die benachbarten Herrschaften Mittelwalde, Wölfelsdorf und Schönfeld gehörten. Er bildete aus den neu erworbenen Dorfschaften und den Nieder- und Oberlangenauer Anteilen die Herrschaft Schnallenstein, deren Hauptort Rosenthal war, so dass sie auch als „Herrschaft Rosenthal“ bezeichnet wurde.
- Das Gebiet im oberen Teil des Dorfes, das spätere Bad Langenau, war bis 1945 ein Ortsteil von Niederlangenau. Es gehörte bis 1839 der Stadt Habelschwerdt und gelangte anschließend an private Besitzer. Von 1563 bis 1590 bestand hier ein Alaunbergwerk.

Nach dem Ersten Schlesischen Krieg 1742 und endgültig mit dem Hubertusburger Frieden 1763 fiel Niederlangenau zusammen mit der Grafschaft Glatz an Preußen. Nach der Neugliederung Preußens gehörte es ab 1815 zur Provinz Schlesien und war zunächst dem Landkreis Glatz und ab 1818 dem neu geschaffenen Landkreis Habelschwerdt eingegliedert, mit dem es bis 1945 verbunden blieb. Ab 1874 bildete die Landgemeinde Nieder Langenau zusammen mit den Landgemeinden Hohndorf, Lichtenwalde und Verlorenwasser sowie den Gutsbezirken Hohndorf und Nieder Langenau den Amtsbezirk Nieder Langenau. 1939 wurden 1034 Einwohner gezählt.
Als Folge des Zweiten Weltkriegs fiel Niederlangenau 1945 wie fast ganz Schlesien an Polen und wurde in Długopole Dolne umbenannt. Die deutsche Bevölkerung wurde vertrieben. Die neu angesiedelten Bewohner waren teilweise Zwangsumgesiedelte aus Ostpolen, das an die Sowjetunion gefallen war. 1975–1998 gehörte Długopole Dolne zur Woiwodschaft Wałbrzych (Waldenburg).

### Kirchliche Zugehörigkeit
Niederlangenau war zunächst nach Oberlangenau eingepfarrt. Nachdem dieses 1624 zur Filialkirche von Ebersdorf abgestuft wurde, kam Niederlangenau zur Pfarrei Habelschwerdt. Wie das ganze Glatzer Land gehörte es bis 1972 zum Erzbistum Prag. Seit 1979 ist Długopole Dolne selbständige Pfarrei und gehört seit 2004 zum neu gegründeten Bistum Świdnica.

## Sehenswürdigkeiten
- Die St.-Georgs-Kirche wurde 1794 an der Stelle eines Vorgängerbaus neu errichtet und in der zweiten Hälfte des 19. Jahrhunderts umgebaut. Zugleich wurde die Inneneinrichtung im Stil der Neuromanik umgestaltet. Den Altar und die Kanzel schuf der Habelschwerdter Bildhauer Albrecht Thamm.